# Xystrocera dispar
Xystrocera dispar là một loài bọ cánh cứng trong họ Cerambycidae.